# Liste von Kriegen und Schlachten im 19. Jahrhundert
Schlachten, die nicht eindeutig zu bestimmten Kriegen zugeordnet werden können, sind grau hinterlegt.

## 19. Jahrhundert
|                   |                                                   | |  |  |
| von 1792 bis 1815 | Revolutions- und Napoleonische Kriege             | |  |  |
| 1792–1797         | Erster Koalitionskrieg                            | |  |  |
|                   | 1796, 12. April                                   | Schlacht bei Montenotte (Italien), Frankreich besiegt Österreich |  |  |
|                   | 1796, 13./14. April                               | Schlacht bei Millesimo (Cosseria, Italien), Frankreich besiegt die Truppen von Österreich und Sardinien                                                                     |  |  |
|                   | 1796, 14. April                                   | Schlacht bei Dego (Italien), Frankreich besiegt Österreich |  |  |
|                   | 1796, 10. Mai                                     | Schlacht bei Lodi (Italien), Frankreich besiegt Österreich |  |  |
|                   | 1796, 24. August                                  | Schlacht bei Amberg, Österreicher besiegen Franzosen |  |  |
| 1798–1801         | Ägyptische Expedition                             | |  |  |
|                   | 1798, 21. April                                   | Seegefecht am Raz de Sein, Großbritannien besiegt Frankreich |  |  |
|                   | 1798, 21. Juli                                    | Schlacht bei den Pyramiden (Ägypten), Frankreich besiegt die Mamluken |  |  |
|                   | 1798, 1./2. August                                | Seeschlacht bei Abukir, Großbritannien besiegt Frankreich |  |  |
| 1799–1802         | Zweiter Koalitionskrieg                           | |  |  |
|                   | 1799, 21. März                                    | Schlacht bei Ostrach, Österreich besiegt Frankreich |  |  |
|                   | 1799, 25. März                                    | Schlacht bei Stockach (eigentlich Schlacht bei Stockach-Liptingen), Österreich besiegt Frankreich                                                                           |  |  |
|                   | 1799, 25.–27. April                               | Schlacht an der Adda, Russen und Österreicher besiegen Franzosen |  |  |
|                   | 1799, 4.–7. Juni                                  | Erste Schlacht von Zürich, Russen und Österreicher besiegen Franzosen |  |  |
|                   | 1799, 17.–19. Juni                                | Schlacht an der Trebbia, Russen und Österreicher besiegen Franzosen |  |  |
|                   | 1799, 15. August                                  | Schlacht bei Novi, Russen und Österreicher besiegen Franzosen |  |  |
|                   | 1799, 25./26. September                           | Zweite Schlacht von Zürich, Franzosen besiegen Russen und Österreicher |  |  |
|                   | 1800, 6. April bis 4. Juni                        | Belagerung von Genua, Österreicher nehmen Genua |  |  |
|                   | 1800, 3. Mai                                      | Zweite Schlacht bei Stockach, Frankreich besiegt Österreich |  |  |
|                   | 1800, 4./5. Mai                                   | Schlacht bei Meßkirch (Baden), Frankreich besiegt Österreich |  |  |
|                   | 1800, 9. Juni                                     | Schlacht von Montebello, Frankreich besiegt Österreich |  |  |
|                   | 1800, 14. Juni                                    | Schlacht bei Marengo (Oberitalien), Frankreich besiegt Österreich |  |  |
|                   | 1800, 19. Juni                                    | Schlacht bei Höchstädt, Frankreich besiegt Österreich |  |  |
|                   | 1800, 3. Dezember                                 | Schlacht bei Hohenlinden (Oberbayern), Frankreich besiegt Österreich |  |  |
|                   | 1800, 12.–14. Dezember                            | Schlacht am Walserfeld (bei Salzburg), Frankreich besiegt Österreich |  |  |
|                   | 1801, 2. April                                    | Seeschlacht von Kopenhagen, Briten zerstören dänische Flotte |  |  |
|                   | 1801, April bis Mai                               | Orangenkrieg (portugiesisch-spanische Grenze), Frankreich und Spanien besiegen Portugal                                                                                     |  |  |
|                   | 1801, 6. Juli                                     | Erstes Seegefecht vor Algeciras, Frankreich und Spanien besiegen Großbritannien                                                                                             |  |  |
|                   | 1801, 12. Juli                                    | Zweites Seegefecht vor Algeciras, Briten und Portugiesen besiegen Franzosen und Spanier                                                                                     |  |  |
| 1803–1805         | Zweiter Marathenkrieg                             | |  |  |
| 1805              | Dritter Koalitionskrieg                           | |  |  |
|                   | 1805, 22. Juli                                    | Schlacht bei Kap Finisterre, Briten besiegen Franzosen und Spanier |  |  |
|                   | 1805, 14. Oktober                                 | Schlacht bei Elchingen, die Franzosen und Bayern besiegen die Österreicher                                                                                                  |  |  |
|                   | 1805, 16.–19. Oktober                             | Schlacht bei Ulm, Franzosen besiegen Österreicher |  |  |
|                   | 1805, 21. Oktober                                 | Schlacht von Trafalgar, die Briten schlagen die Franzosen und Spanier |  |  |
|                   | 1805, 30. Oktober                                 | Schlacht bei Caldiero, Franzosen besiegen Österreicher |  |  |
|                   | 1805, 11. November                                | Schlacht bei Dürnstein, Russen und Österreicher besiegen Franzosen |  |  |
|                   | 1805, 16. November                                | Schlacht bei Hollabrunn und Schöngrabern, Franzosen besiegen Österreicher und Russen                                                                                        |  |  |
|                   | 1805, 2. Dezember                                 | Schlacht bei Austerlitz, Böhmen (Dreikaiserschlacht), Napoléon besiegt das österreichisch-russische Koalitionsheer                                                          |  |  |
| 1806/07           | Vierter Koalitionskrieg                           | |  |  |
|                   | 1806, 6. Februar                                  | Seeschlacht vor Santo Domingo, Briten besiegen Franzosen |  |  |
|                   | 1806, 10. Oktober                                 | Gefecht bei Saalfeld, Frankreich schlägt Preußen |  |  |
|                   | 1806, 14. Oktober                                 | Schlacht bei Jena und Auerstedt, Sachsen-Weimar, Frankreich schlägt Preußen und Sachsen                                                                                     |  |  |
|                   | 1806, 6. November                                 | Schlacht bei Lübeck, Frankreich schlägt Preußen |  |  |
|                   | 1806, November                                    | Großpolnischer Aufstand |  |  |
|                   | 1806, 26. Dezember                                | Schlacht bei Gyłymin, Franzosen besiegen Russen |  |  |
|                   | 1806, 26. Dezember                                | Schlacht bei Pułtusk, Preußen und Russen hindern Franzosen am Übergang über den Narew                                                                                       |  |  |
|                   | 1807, 7./8. Februar                               | Schlacht bei Preußisch Eylau, Frankreich und die russisch-preußischen Koalitionäre trennen sich unentschieden                                                               |  |  |
|                   | 1807, 16. Februar                                 | Schlacht bei Ostrołęka, Franzosen besiegen Russen |  |  |
|                   | 1807, 14. März bis 2. Juli                        | Belagerung Kolbergs, Preußen verteidigen Festung gegen Franzosen |  |  |
|                   | 1807, 19. März bis 24. Mai                        | Belagerung von Danzig, Franzosen nehmen preußische Festung |  |  |
|                   | 1807, 10. Juni                                    | Schlacht bei Heilsberg, Frankreich und die russisch-preußischen Koalitionäre trennen sich unentschieden                                                                     |  |  |
|                   | 1807, 14. Juni                                    | Schlacht bei Friedland, Frankreich besiegt die russisch-preußischen Koalitionäre                                                                                            |  |  |
| 1808–1813         | Napoleonische Kriege auf der Iberischen Halbinsel | |  |  |
|                   | 1808, 15. Juni bis 13. August                     | Belagerung von Saragossa (1808), Spanien besiegt Frankreich |  |  |
|                   | 1808, 18.–22. Juli                                | Schlacht bei Bailén, Spanien besiegt Frankreich |  |  |
|                   | 1808, 20. Dezember bis 1809, 20. Februar          | Belagerung von Saragossa (1809), Frankreich besiegt Spanien |  |  |
|                   | 1809, 16. Januar                                  | Schlacht bei La Coruña, eine britische Expeditionsarmee kann auf dem Rückzug bei der Einschiffung die Franzosen zurückschlagen                                              |  |  |
|                   | 1809, 27./28. Juli                                | Schlacht von Talavera, Großbritannien, Portugal schlagen Frankreich |  |  |
|                   | 1809, 19. November                                | Schlacht bei Ocaña, Frankreich schlägt Spanien |  |  |
|                   | 1809, 28. November                                | Schlacht bei Salamanca, Spanien und Großbritannien schlagen Frankreich |  |  |
|                   | 1810, 27. September                               | Schlacht von Busaco, Briten und Portugiesen besiegen Franzosen |  |  |
|                   | 1811, 19. Februar                                 | Schlacht am Gévora, Frankreich schlägt Spanien |  |  |
|                   | 1811, 16. Mai                                     | Schlacht von Albuera, Großbritannien schlägt Frankreich unter hohen eigenen Verlusten                                                                                       |  |  |
|                   | 1811, 3.–5. Mai                                   | Schlacht von Fuentes de Oñoro, Briten und Portugiesen besiegen die Franzosen                                                                                                |  |  |
|                   | 1812, 22. Juli                                    | Schlacht bei Salamanca, Großbritannien schlägt Frankreich |  |  |
|                   | 1812, 23. Juli                                    | Gefecht von García Hernández, Großbritannien schlägt Frankreich |  |  |
|                   | 1812, 23. Oktober                                 | Gefecht von Venta del Pozo, Spanien, Frankreich und Großbritannien unentschieden                                                                                            |  |  |
|                   | 1813, 21. Juni                                    | Schlacht bei Vitoria, Spanien, Briten besiegen Franzosen |  |  |
| 1809              | Weichselfeldzug                                   | |  |  |
|                   | 1809, 19. April                                   | Schlacht von Raszyn, Polen besiegen Österreicher |  |  |
| 1809              | Fünfter Koalitionskrieg                           | |  |  |
|                   | 1809, 12. April                                   | erste Schlacht am Bergisel, Andreas Hofer besiegt Franzosen und Bayern |  |  |
|                   | 1809, 16. April                                   | Schlacht von Sacile, Österreich schlägt Frankreich |  |  |
|                   | 1809, 19. April                                   | Schlacht bei Teugn-Hausen, Frankreich besiegt Österreich |  |  |
|                   | 1809, 19./20. April                               | Schlacht von Abensberg, Frankreich besiegt Österreich |  |  |
|                   | 1809, 19.–23. April                               | Schlacht bei Regensburg, Frankreich besiegt Österreich |  |  |
|                   | 1809, 21. April                                   | Schlacht bei Landshut, Frankreich und Bayern besiegen Österreich |  |  |
|                   | 1809, 22. April                                   | Schlacht bei Eggmühl, Frankreich und Bayern besiegen Österreich |  |  |
|                   | 1809, 3. Mai                                      | Schlacht bei Ebelsberg, Frankreich besiegt Österreich |  |  |
|                   | 1809, 7./8. Mai                                   | Schlacht an der Piave, Frankreich, Italien besiegen Österreich |  |  |
|                   | 1809, 21./22. Mai                                 | Schlacht bei Aspern, Österreich, Österreich besiegt Frankreich |  |  |
|                   | 1809,25.–29. Mai                                  | zweite Schlacht am Bergisel, Österreich, Andreas Hofer besiegt Franzosen und Bayern                                                                                         |  |  |
|                   | 1809, 14. Juni                                    | Schlacht bei Raab, Frankreich besiegt Österreich |  |  |
|                   | 1809, 5./6. Juli                                  | Schlacht bei Wagram, Österreich, Frankreich besiegt Österreich |  |  |
|                   | 1809, 8. Juli                                     | Schlacht bei Gefrees, Österreich besiegt Frankreich |  |  |
|                   | 1809, 10./11. Juli                                | Schlacht bei Znaim, Frankreich besiegt Österreich |  |  |
|                   | 1809, 4.–8. August                                | Gefechte bei Unterau, Oberau und Sterzing. Tiroler Bauern und Schützen erfolgreich gegen bayerische und sächsischen Divisionen, die unter dem Kommando von General Rouyer   |  |  |
|                   | 1809, 13. August                                  | dritte Schlacht am Bergisel, Österreich, Andreas Hofer besiegt die Franzosen, Bayern und Sachsen                                                                            |  |  |
|                   | 1809, 1. November                                 | vierte Schlacht am Bergisel, Bayern besiegt Österreich/Tirol |  |  |
| 1812              | Russlandfeldzug 1812                              | |  |  |
|                   | 1812, 17./18. August                              | Schlacht um Smolensk, Frankreich besiegt Russland |  |  |
|                   | 1812, 26. August (7. September)                   | Schlacht von Borodino, Russland, Frankreich besiegt Russland |  |  |
|                   | 1812, 24. Oktober                                 | Schlacht bei Malojaroslawez, Frankreich besiegt Russland |  |  |
|                   | 1812, 3. November                                 | Schlacht bei Wjasma, Russland besiegt Frankreich |  |  |
|                   | 1812, 14.–16. November (26.–28. November)         | Schlacht an der Beresina, Russland besiegt Frankreich |  |  |
|                   | 1812, 17./18. November                            | Schlacht bei Krasnoje, Russland besiegt Frankreich |  |  |
| 1813/14           | Sechster Koalitionskrieg                          | |  |  |
|                   | 1813, 2. Mai                                      | Schlacht bei Großgörschen, Frankreich besiegt Russland und Preußen |  |  |
|                   | 1813, 21. Mai                                     | Schlacht bei Bautzen, Frankreich besiegt Preußen und Russland |  |  |
|                   | 1813, 30. Mai                                     | Schlacht an der Nettelnburger Schleuse, (Hamburg) Koalitionstruppen besiegen Franzosen                                                                                      |  |  |
|                   | 1813, 23. August                                  | Schlacht bei Großbeeren, Preußen besiegt die Franzosen |  |  |
|                   | 1813, 26. August                                  | Schlacht an der Katzbach, Preußen und Russland besiegen Frankreich |  |  |
|                   | 1813, 26./27. August                              | Schlacht von Dresden, Frankreich besiegt Österreicher, Preußen und Russen                                                                                                   |  |  |
|                   | 1813, 27. August                                  | Schlacht bei Hagelberg, Preußen und Russen besiegen Franzosen und Sachsen                                                                                                   |  |  |
|                   | 1813, 29./30. August                              | Schlacht bei Kulm, Russland, Österreich und Preußen besiegen Frankreich |  |  |
|                   | 1813, 6. September                                | Schlacht bei Dennewitz, Preußen besiegt Frankreich |  |  |
|                   | 1813, 16. September                               | Schlacht an der Göhrde, die preußisch-österreichisch-hannoverschen Koalitionäre schlagen die Franzosen                                                                      |  |  |
|                   | 1813, 3. Oktober                                  | Schlacht bei Wartenburg, Preußen und Russen überschreiten die Elbe |  |  |
|                   | 1813, 16.–19. Oktober                             | Völkerschlacht bei Leipzig, Russland, Österreich, Preußen besiegen Frankreich                                                                                               |  |  |
|                   | 1813, 30./31. Oktober                             | Schlacht bei Hanau, Bayern und Österreich unterliegen Frankreich |  |  |
|                   | 1814, 29. Januar                                  | Schlacht von Brienne, Russland/Preußen besiegen Frankreich |  |  |
|                   | 1814, 1. Februar                                  | Schlacht bei La Rothière, Frankreich unterliegt einer Allianz aus Österreich/Russland/Preußen/Bayern und Württemberg                                                        |  |  |
|                   | 1814, 10. Februar                                 | Schlacht von Champaubert, Frankreich besiegt Russland |  |  |
|                   | 1814, 11. Februar                                 | Schlacht bei Montmirail, Frankreich besiegt Russland |  |  |
|                   | 1814, 14. Februar                                 | Schlacht von Vauchamps, Frankreich besiegt Preußen und Russland |  |  |
|                   | 1814, 7. März                                     | Schlacht bei Craonne, Frankreich besiegt Russland und Preußen |  |  |
|                   | 1814, 9./10. März                                 | Schlacht bei Laon, Alliierte besiegen Frankreich |  |  |
|                   | 1814, 21. März                                    | Schlacht von Arcis-sur-Aube, Napoleon zieht sich vor einer dreifachen Übermacht zurück.                                                                                     |  |  |
|                   | 1814, 25. März                                    | Schlacht bei Fère-Champenoise, Alliierte besiegen Frankreich |  |  |
|                   | 1814, 30. März                                    | Schlacht bei Paris, Alliierte besiegen Frankreich |  |  |
| 1815              | Sommerfeldzug von 1815                            | |  |  |
|                   | 1815, 16. Juni                                    | Schlacht bei Quatre-Bras, Briten besiegen Franzosen |  |  |
|                   | 1815, 16. Juni                                    | Schlacht bei Ligny, Frankreich besiegt Preußen |  |  |
|                   | 1815, 18. Juni                                    | Schlacht bei Waterloo (La Belle Alliance, Belgien), Briten und Preußen besiegen Frankreich                                                                                  |  |  |
|                   | 1815, 18./19. Juni                                | Schlacht bei Wavre |  |  |
| 1808–1814         | Spanischer Unabhängigkeitskrieg                   | |  |  |
|                   | 1808, 18.–22. Juli                                | Schlacht von Bailén, Frankreich wird durch Spanien besiegt und erleidet seine größte Niederlage auf der Iberischen Halbinsel                                                |  |  |
|                   | 1808, 15. Juni bis 13. August                     | Belagerung von Saragossa (1808), Frankreich unternahm mehrmals den Versuch einer Erstürmung und musste letztendlich die Belagerung der spanischen Stadt Saragossa abbrechen |  |  |
|                   | 1808, 20. Dezember bis 20. Februar 1809           | Belagerung von Saragossa (1809), Frankreich besiegt die spanischen Verteidiger und nimmt die Stadt ein                                                                      |  |  |
|                   | 1814, 19. März                                    | Schlacht von Vic-Bigorre |  |  |
| 1810–1825         | Südamerikanische Unabhängigkeitskriege            | |  |  |
|                   | 1814, 1./2. Oktober                               | Schlacht von Rancagua |  |  |
|                   | 1817, 12.–14. Februar                             | Schlacht von Chacabuco, Chile, Chile besiegt Spanien |  |  |
|                   | 1818, 5. April                                    | Schlacht von Maipú, Chile, Chile besiegt Spanien |  |  |
|                   | 1819, 7. August                                   | Schlacht von Boyacá |  |  |
|                   | 1821, 24. Juni                                    | Schlacht von Carabobo |  |  |
|                   | 1822, 24. Mai                                     | Schlacht am Pichincha |  |  |
|                   | 1824, 9. Dezember                                 | Schlacht bei Ayacucho, Peru, Peru besiegt Spanien |  |  |
| 1801–1805         | Amerikanisch-Tripolitanischer Krieg               | |  |  |
| 1804–1813         | Russisch-Persischer Krieg                         | |  |  |
| 1806–1812         | Russisch-Türkischer Krieg                         | |  |  |
|                   | 1807, 10./11. Mai                                 | Schlacht bei den Dardanellen |  |  |
|                   | 1807, 19.–29. Juni                                | Schlacht bei Athos |  |  |
| 1808/1809         | Russisch-Schwedischer Krieg                       | |  |  |
|                   | 1808, 18. April                                   | Schlacht von Siikajoki |  |  |
|                   | 1808, 14. Juli                                    | Schlacht von Lappo |  |  |
|                   | 1808, 14. September                               | Schlacht von Oravais |  |  |
|                   | 1808, 27. Oktober                                 | Schlacht von Virta Bro |  |  |
|                   | 1809, 19. August                                  | Schlacht von Sävar |  |  |
| 1812–1815         | Britisch-Amerikanischer Krieg                     | |  |  |
|                   | 1812, 13. Oktober                                 | Schlacht von Queenston Heights, Kanada, Briten besiegen US-Amerikaner |  |  |
|                   | 1812, 27. November                                | Erste Schlacht bei Lacolle Mills, Kanada, Briten besiegen US-Amerikaner |  |  |
|                   | 1812, 29. November                                | Schlacht am Frenchman’s Creek, Kanada, Briten besiegen US-Amerikaner |  |  |
|                   | 1813, 22. Januar                                  | Schlacht bei Frenchtown, USA, Briten und Indianer besiegen US-Amerikaner |  |  |
|                   | 1813, 6. Juni                                     | Schlacht bei Stoney Creek, Kanada, Briten besiegen US-Amerikaner |  |  |
|                   | 1813, 24. Juni                                    | Schlacht bei Beaver Dams, Kanada, Briten besiegen US-Amerikaner |  |  |
|                   | 1813, 10. September                               | Schlacht auf dem Eriesee, USA, US-Amerikaner besiegen Briten |  |  |
|                   | 1813, 5. Oktober                                  | Schlacht am Thames River, USA, US-Amerikaner besiegen Briten |  |  |
|                   | 1814, 30. März                                    | Zweite Schlacht bei Lacolle Mills, Kanada, Briten besiegen US-Amerikaner |  |  |
|                   | 1814, 5. Juli                                     | Schlacht bei Chippewa, Kanada, US-Amerikaner besiegen Briten |  |  |
|                   | 1814, 25. Juli                                    | Schlacht bei Lundy’s Lane, USA, Briten besiegen US-Amerikaner |  |  |
|                   | 1814, 24. August                                  | Schlacht bei Bladensburg, USA, Briten besiegen US-Amerikaner |  |  |
|                   | 1814, 11. September                               | Schlacht bei Plattsburgh, USA, US-Amerikaner besiegen Briten |  |  |
|                   | 1815, 8. Januar                                   | Schlacht von New Orleans, USA, US-Amerikaner besiegen Briten |  |  |
| 1814–1816         | Gurkha-Krieg                                      | |  |  |
|                   | 1816, 28. Februar                                 | Schlacht von Makwanpur, Nepal, Britische Ostindien-Kompanie besiegt Gurkhas                                                                                                 |  |  |
| 1815              | Österreichisch-Neapolitanischer Krieg             | |  |  |
| 1815              | Zweiter Barbareskenkrieg                          | |  |  |
| 1817–1818         | Dritter Marathenkrieg                             | |  |  |
|                   | 1817, 5. November                                 | Schlacht von Khadki, Pune, Britische Ostindien-Kompanie besiegt die Marathen des Peshwa                                                                                     |  |  |
|                   | 1817, 26. November                                | Schlacht von Sitabaldi, Nagpur, Britische Ostindien-Kompanie besiegt Bhonsle-Marathen                                                                                       |  |  |
|                   | 1817, 21. Dezember                                | Schlacht von Mahidpur, Mahidpur, Britische Ostindien-Kompanie besiegt Holkar-Marathen                                                                                       |  |  |
|                   | 1818, 1. Januar                                   | Schlacht von Koregaon, Koregaon, Britische Ostindien-Kompanie besiegt die Marathen des Peshwa                                                                               |  |  |
| 1820–1847         | Revolutionsversuche in Italien                    | |  |  |
| 1821–1832         | Griechischer Unabhängigkeitskrieg                 | |  |  |
|                   | 1821, 24. Mai                                     | Schlacht von Valtetsi, Griechen besiegen Türken |  |  |
|                   | 1822, 6.–8. August                                | Schlacht von Dervenakia, Griechen besiegen Türken und Albaner |  |  |
|                   | 1827, 20. Oktober                                 | Schlacht von Navarino, Alliierte besiegen Türken und Ägypter |  |  |
| 1822–1825         | Brasilianischer Unabhängigkeitskrieg              | |  |  |
| 1823              | Französische Invasion in Spanien                  | |  |  |
|                   | 1823, 31. August                                  | Schlacht von Trocadero |  |  |
| 1823–1826         | Erster Britisch-Burmesischer Krieg                | |  |  |
|                   | 1824, 10. Mai bis 15. Dezember                    | Belagerung von Rangoon, Briten besiegen Burma |  |  |
|                   | 1825, 2. April                                    | Schlacht von Danubyu Briten besiegen Burma |  |  |
|                   | 1825, 30. November bis 2. Dezember                | Schlacht von Prome Briten besiegen Burma |  |  |
| 1826–1828         | Argentinisch-Brasilianischer Krieg                | |  |  |
|                   | 1827, 20. Februar                                 | Schlacht von Ituzaingo |  |  |
| 1826–1828         | Russisch-Persischer Krieg                         | |  |  |
| 1826–1829         | Siamesisch-Laotischer Krieg                       | |  |  |
| 1828–1829         | Russisch-Türkischer Krieg                         | |  |  |
|                   | 1828, Juni bis 29. September                      | Belagerung von Warna |  |  |
|                   | 1829, 30. Mai                                     | Schlacht von Kulewitscha |  |  |
| 1830–1831         | Novemberaufstand                                  | |  |  |
|                   | 1831, 24./25. Februar                             | Schlacht von Białołęką |  |  |
|                   | 1831, 25. Februar                                 | Schlacht von Olszynka Grochowska |  |  |
|                   | 1831, 31. März                                    | Schlacht von Dębe Wielkie |  |  |
|                   | 1831, 26. Mai                                     | Schlacht bei Ostrołęka |  |  |
|                   | 1831, 6./7. September                             | Schlacht von Praga |  |  |
| 1831–1833         | Erster Syrischer Krieg                            | |  |  |
|                   | 1831, 16. November bis 1832, 27. Mai              | Belagerung von Akkon |  |  |
|                   | 1832, 8. Juli                                     | Schlacht von Homs |  |  |
|                   | 1832, 25. Juli                                    | Schlacht von Beylan |  |  |
|                   | 1832, 21. Dezember                                | Schlacht von Konia |  |  |
| 1830–1833         | Belgischer Unabhängigkeitskrieg                   | |  |  |
| 1831–1834         | Siamesisch-Kambodschanischer Krieg                | |  |  |
| 1832              | Black-Hawk-Krieg                                  | |  |  |
| 1832–1834         | Miguelistenkrieg                                  | |  |  |
| 1835–1836         | Texanischer Unabhängigkeitskrieg                  | |  |  |
|                   | 1836, 23. Februar bis 6. März                     | Belagerung von The Alamo |  |  |
|                   | 1836, 21. April                                   | Schlacht von San Jacinto, Texas erkämpft die Unabhängigkeit von Mexiko |  |  |
| 1834–1839         | Erster Karlistenkrieg                             | |  |  |
| 1835–1845         | Farrapen-Revolution                               | |  |  |
| 1836–1839         | Peruanisch-Bolivianischer Konföderationskrieg     | |  |  |
| 1838              | Französisch-Mexikanischer Krieg                   | |  |  |
| 1838              |                                                   | Massaker bei uMgungundlovu, Zulu massakrieren die Buren |  |  |
| 1838              | 16. Dezember                                      | Schlacht am Bloodriver, Buren besiegen die Zulu |  |  |
| 1839–1841         | Zweiter Syrischer Krieg                           | |  |  |
|                   | 1839, 24. Juni                                    | Schlacht bei Nezib, Ägyptens Statthalter Mehmet Ali besiegt die Truppen des osmanischen Sultans                                                                             |  |  |
| 1839–1842         | Erster Anglo-Afghanischer Krieg                   | |  |  |
|                   | 1839, 23. Juli                                    | Schlacht von Ghazni |  |  |
|                   | 1842, 13. Januar                                  | Schlacht von Gandamak |  |  |
|                   | 1841, 12. November bis 1842, 7. April             | Belagerung von Dschalalabad |  |  |
| 1840–1842         | Erster Opiumkrieg                                 | |  |  |
| 1841              | Peruanisch-Bolivianischer Krieg                   | |  |  |
|                   | 1841, 20. November                                | Schlacht von Ingavi, Bolivien schlägt Peru |  |  |
| 1841–1845         | Vietnamesisch-Siamesischer Krieg                  | |  |  |
| 1843–1851         | Uruguayischer Krieg                               | |  |  |
| 1845–1846         | Erster Sikh-Krieg                                 | |  |  |
|                   | 1845, 18. Dezember                                | Schlacht von Mudki |  |  |
|                   | 1845, 21./22. Dezember                            | Schlacht von Ferozeshah |  |  |
|                   | 1846, 28. Januar                                  | Schlacht von Aliwal |  |  |
|                   | 1846, 10. Februar                                 | Schlacht von Sobraon |  |  |
| 1846–1848         | Mexikanisch-Amerikanischer Krieg                  | |  |  |
|                   | 1846, 21. September bis 24. September             | Schlacht von Monterrey |  |  |
|                   | 1847, 22./23. Februar                             | Schlacht von Buena Vista |  |  |
|                   | 1847, 13. September                               | Schlacht von Chapultepec |  |  |
| 1847              | Sonderbundskrieg in der Schweiz                   | |  |  |
| 1847–1849         | Zweiter Karlistenkrieg                            | |  |  |
| 1848–1849         | Zweiter Sikh-Krieg                                | |  |  |
|                   | 1848, 22. November                                | Schlacht von Ramnagar |  |  |
|                   | 1849, 13. Januar                                  | Schlacht von Chilianwala |  |  |
|                   | 1849, 21. Februar                                 | Schlacht von Gujrat |  |  |
| 1848              | Großpolnischer Aufstand                           | |  |  |
| 1848/49           | Sardinisch-Österreichischer Krieg                 | |  |  |
|                   | 1848, 30. Mai                                     | Schlacht von Goito, Italien, Sardinien besiegt Österreich |  |  |
|                   | 1848, 25. Juli                                    | Schlacht bei Custozza, Italien, Österreich besiegt Sardinien |  |  |
|                   | 1849, 23. März                                    | Schlacht bei Novara, Italien, Österreich besiegt Sardinien |  |  |
| 1848/49           | Ungarische Revolution                             | |  |  |
|                   | 1849, 31. Juli                                    | Schlacht bei Segesvár, Ungarn, Österreich besiegt die ungarischen Freiheitskämpfer                                                                                          |  |  |
| 1848/49           | Badische Revolution                               | |  |  |
|                   | 1848, 20. April                                   | Gefecht auf der Scheideck bei Kandern, Großherzogtum Baden, badische und hessische Truppen besiegen den Revolutionszug Friedrich Heckers                                    |  |  |
|                   | 1848, 24. April                                   | Sturm auf Freiburg, Großherzogtum Baden, badische, hessische und nassauische Truppen besiegen die Revolutionäre                                                             |  |  |
|                   | 1848, 27. April                                   | Gefecht bei Dossenbach, Großherzogtum Baden, württembergische Truppen besiegen den Revolutionszug Georg Herweghs                                                            |  |  |
|                   | 1848, 24. September                               | Gefecht um Staufen, Großherzogtum Baden, badische Truppen besiegen den Revolutionszug Gustav Struves                                                                        |  |  |
|                   | 1849, 21. Juni                                    | Gefecht bei Waghäusel, Großherzogtum Baden, die badische Revolutionsarmee unter Franz Sigel schlägt die Preußen, muss sich aber kurz darauf zurückziehen                    |  |  |
|                   | 1849, 28. Juni bis 30. Juni                       | Gefechte an der Murglinie, Großherzogtum Baden, Preußen und Verbündete schlagen die badisch-pfälzische Revolutionsarmee                                                     |  |  |
|                   | 1849, 30. Juni bis 23. Juli                       | Belagerung der Festung Rastatt, Großherzogtum Baden, Preußen und Verbündete schlagen die badisch-pfälzische Revolutionsarmee                                                |  |  |
| 1848–51           | Schleswig-Holsteinische Erhebung                  | |  |  |
|                   | 1848, 9. April                                    | Schlacht von Bau, Nordschleswig, Dänemark besiegt die Schleswig-Holsteiner                                                                                                  |  |  |
|                   | 1848, 23. April                                   | Schlacht von Schleswig, Schleswig, Preußen besiegt Dänemark |  |  |
|                   | 1849, 4. Juni                                     | Seegefecht bei Helgoland |  |  |
|                   | 1850, 24./25. Juli                                | Schlacht bei Idstedt, Schleswig, Dänemark besiegt die Schleswig-Holsteiner                                                                                                  |  |  |
| 1852–1853         | Zweiter Anglo-Birmanischer Krieg                  | |  |  |
| 1853              | Montenegrinischer Krieg                           | |  |  |
| 1853–1856         | Krimkrieg                                         | |  |  |
|                   | 1853, 30. November                                | Seeschlacht bei Sinope, türkische Schwarzmeerküste, Russland vernichtet osmanischen Flotte                                                                                  |  |  |
|                   | 1854, März bis 24. Juni                           | Belagerung von Silistra, Bulgarien, Rückzug der russischen Armee |  |  |
|                   | 1854, 20. September                               | Schlacht an der Alma, Krim, Alliierte (Frankreich, Großbritannien, Osmanisches Reich) besiegen Russland                                                                     |  |  |
|                   | 1854–1855                                         | Belagerung von Sewastopol, Krim, Alliierte (Frankreich, Großbritannien, Osmanisches Reich) besiegen Russland                                                                |  |  |
|                   | 1854, 25. Oktober                                 | Schlacht von Balaklawa, Krim, Alliierte erreichen ein Unentschieden bei leichten Vorteilen für Russland (Attacke der Leichten Brigade)                                      |  |  |
|                   | 1854, 5. November                                 | Schlacht von Inkerman, Krim, Alliierte schlagen einen Ausfall der Russen zurück                                                                                             |  |  |
|                   | 1855, Juni bis November                           | Belagerung von Kars, Anatolien, Einnahme der Stadt Kars durch die Russen |  |  |
|                   | 1855, 8. September                                | Schlacht um Malakow, Krim, Alliierte besiegen Russland |  |  |
| 1855/56           | Haiti-Santo Domingo Krieg                         | |  |  |
| 1856–1860         | Zweiter Opiumkrieg                                | |  |  |
| 1857              | Sepoy-Aufstand                                    | |  |  |
| 1859              | Peruanisch-Ecuadorianischer Krieg                 | |  |  |
| 1859/60           | Spanisch-Marokkanischer Krieg                     | |  |  |
| 1859              | Sardinischer Krieg                                | |  |  |
|                   | 1859, 26./27. Mai                                 | Schlacht von San Fermo |  |  |
|                   | 1859, 4. Juni                                     | Schlacht von Magenta, Piemont und Frankreich besiegen Österreich |  |  |
|                   | 1859, 24. Juni                                    | Schlacht von San Martino, Piemont besiegt Österreich |  |  |
|                   | 1859, 24. Juni                                    | Schlacht von Solferino, Italien, Frankreich und Piemont besiegen Österreicher                                                                                               |  |  |
| 1860–1870         | Italienische Unabhängigkeitskriege                | |  |  |
|                   | 1860, 1. Oktober                                  | Schlacht am Volturno, Garibaldi besiegt Bourbonen |  |  |
|                   | 1866, 24. Juni                                    | Schlacht bei Custozza (1866), Österreich besiegt Italien |  |  |
|                   | 1866, 20. Juli                                    | Seeschlacht von Lissa, Österreich besiegt die italienische Marine |  |  |
|                   | 1866, 21. Juli                                    | Schlacht bei Bezzecca, Italien besiegt Österreich |  |  |
| 1861–1865         | Amerikanischer Bürgerkrieg                        | |  |  |
|                   | 1861, 12./13. April                               | Angriff auf Fort Sumter, South Carolina |  |  |
|                   | 1861, 3. Juni                                     | Gefecht bei Philippi, heute West Virginia |  |  |
|                   | 1861, 2. Juli                                     | Gefecht am Hoke Run, heute West Virginia (Manassas-Feldzug) |  |  |
|                   | 1861, 5. Juli                                     | Gefecht bei Carthage, Missouri |  |  |
|                   | 1861, 11. Juli                                    | Schlacht am Rich Mountain, heute West Virginia |  |  |
|                   | 1861, 18. Juli                                    | Gefecht bei Blackburns Ford, Virginia (Manassas-Feldzug) |  |  |
|                   | 1861, 21. Juli                                    | Erste Schlacht am Bull Run, Manassas, Virginia (Manassas-Feldzug) (auch Erste Schlacht von Manassas)                                                                        |  |  |
|                   | 1861, 10. August                                  | Schlacht am Wilson’s Creek, Missouri |  |  |
|                   | 1861, 26. August                                  | Gefecht bei Kessler's Cross Lanes, heute West Virginia |  |  |
|                   | 1861, 10. September                               | Schlacht bei Carnifex Ferry, heute West Virginia |  |  |
|                   | 1861, 12.–15. September                           | Schlacht am Cheat Mountain, heute West Virginia |  |  |
|                   | 1861, 3. Oktober                                  | Gefecht am Greenbrier River, heute West Virginia |  |  |
|                   | 1861, 21. Oktober                                 | Gefecht bei Balls Bluff, Virginia |  |  |
|                   | 1861, 13. Dezember                                | Gefecht um Camp Allegheny, heute West Virginia |  |  |
|                   | 1862, 19. Januar                                  | Gefecht bei Mill Springs, Kentucky |  |  |
|                   | 1862, 14.–16. Februar                             | Schlacht um Fort Donelson, Tennessee (Vorstoß der Union entlang des Cumberland und des Tennessee)                                                                           |  |  |
|                   | 1862, 7./8. März                                  | Schlacht am Pea Ridge, Grenzgebiet zwischen Arkansas und Missouri |  |  |
|                   | 1862, 8./9. März                                  | Seeschlacht von Hampton Roads vor der Küste Virginias |  |  |
|                   | 1862, 17. März bis 3. August                      | Halbinsel-Feldzug, Virginia |  |  |
|                   | 1862, 23. März bis 9. Juni                        | Jacksons Shenandoah-Feldzug 1862, Virginia |  |  |
|                   | 1862, 26.–28. März                                | Schlacht am Glorieta-Pass, New Mexico (New-Mexico-Feldzug) |  |  |
|                   | 1862, 6./7. April                                 | Schlacht von Shiloh, Pittsburg Landing, Tennessee (Vorstoß der Union entlang des Cumberland und des Tennessee)                                                              |  |  |
|                   | 1862, 29. April bis 30. Mai                       | Erste Schlacht um Corinth, Mississippi (Vorstoß der Union entlang des Cumberland und des Tennessee)                                                                         |  |  |
|                   | 1862, 5. Mai                                      | Schlacht von Williamsburg, Virginia (Halbinsel-Feldzug) |  |  |
|                   | 1862, 31. Mai                                     | Schlacht von Seven Pines, Fair Oakes, Virginia (Halbinsel-Feldzug) |  |  |
|                   | 1862, 25. Juni bis 1. Juli                        | Sieben-Tage-Schlacht, Virginia (Halbinsel-Feldzug) |  |  |
|                   | 1862, 25. Juni                                    | Schlacht am Oak Grove (Sieben-Tage-Schlacht) |  |  |
|                   | 1862, 26. Juni                                    | Schlacht bei Mechanicsville (Sieben-Tage-Schlacht) |  |  |
|                   | 1862, 27. Juni                                    | Schlacht bei Gaines Mill (Sieben-Tage-Schlacht) |  |  |
|                   | 1862, 29. Juni                                    | Gefecht bei Savage Station (Sieben-Tage-Schlacht) |  |  |
|                   | 1862, 30. Juni                                    | Schlacht bei Glendale oder Schlacht am White Oak Swamp (Sieben-Tage-Schlacht)                                                                                               |  |  |
|                   | 1862, 1. Juli                                     | Schlacht am Malvern Hill (Sieben-Tage-Schlacht) |  |  |
|                   | 1862, 9. August                                   | Schlacht am Cedar Mountain, Virginia (Nord-Virginia-Feldzug) |  |  |
|                   | 1862, 30. August                                  | Zweite Schlacht am Bull Run, Manassas, Virginia (Nord-Virginia-Feldzug) (auch Zweite Schlacht von Manassas)                                                                 |  |  |
|                   | 1862, 12.–15. September                           | Schlacht bei Harpers Ferry, Maryland (Maryland-Feldzug) |  |  |
|                   | 1862, 14. September                               | Schlacht am South Mountain, Maryland (auch Schlacht von Boonesboro, Maryland-Feldzug)                                                                                       |  |  |
|                   | 1862, 17. September                               | Schlacht am Antietam, Sharpsburg, Maryland (Maryland-Feldzug) (auch Schlacht bei Sharpsburg)                                                                                |  |  |
|                   | 1862, 19./20. September                           | Gefecht bei Shepherdstown, Maryland (Maryland-Feldzug) |  |  |
|                   | 1862, 3./4. Oktober                               | Zweite Schlacht um Corinth, Mississippi |  |  |
|                   | 1862, 8. Oktober                                  | Schlacht bei Perryville, Chaplin Hill, Kentucky |  |  |
|                   | 1862, 11.–15. Dezember                            | Schlacht von Fredericksburg, Virginia (Fredericksburg-Feldzug) |  |  |
|                   | 1862, 7. Dezember                                 | Schlacht bei Prairie Grove, Arkansas |  |  |
|                   | 1862, 31. Dezember bis 2. Januar 1863             | Schlacht am Stones River, Tennessee |  |  |
|                   | 1863, 29. Januar                                  | Schlacht am Bear River, Idaho |  |  |
|                   | 1863, 1.–4. Mai                                   | Schlacht bei Chancellorsville, Virginia |  |  |
|                   | 1863, 16. Mai                                     | Schlacht am Champion Hill, Mississippi (Zweiter Vicksburg-Feldzug) |  |  |
|                   | 1863, 18. Mai bis 4. Juli                         | Schlacht um Vicksburg, Mississippi (Zweiter Vicksburg-Feldzug) |  |  |
|                   | 1863, 9. Juni                                     | Schlacht bei Brandy Station, Virginia (Gettysburg-Feldzug) |  |  |
|                   | 1863, 13.–15. Juni                                | Zweite Schlacht bei Winchester, Virginia (Gettysburg-Feldzug) |  |  |
|                   | 1863, 1.–3. Juli                                  | Schlacht von Gettysburg, Pennsylvania (Gettysburg-Feldzug) |  |  |
|                   | 1864, 4. Juli                                     | Schlacht bei Helena, Arkansas (Zweiter Vicksburg-Feldzug) |  |  |
|                   | 1863, 8. September                                | Zweites Gefecht am Sabine Pass, Texas |  |  |
|                   | 1863, 18.–20. September                           | Schlacht am Chickamauga, Georgia |  |  |
|                   | 1863, 22.–25. November                            | Schlacht von Chattanooga, Tennessee |  |  |
|                   | 1864, 20. Februar                                 | Schlacht bei Olustee, Florida |  |  |
|                   | 1864, 8. April                                    | Schlacht bei Mansfield, Louisiana (Red-River-Feldzug) |  |  |
|                   | 1864, 9. April                                    | Schlacht bei Pleasant Hill, Louisiana (Red-River-Feldzug) |  |  |
|                   | 1864, 5./6. Mai                                   | Schlacht in der Wilderness, Virginia (Überland-Feldzug) |  |  |
|                   | 1864, 7. Mai bis 2. September                     | Atlanta-Feldzug, Georgia |  |  |
|                   | 1864, 8.–21. Mai                                  | Schlacht bei Spotsylvania Court House, Virginia (Überland-Feldzug) |  |  |
|                   | 1864. 9. Mai                                      | Schlacht am Cloyds Mountain, Virginia |  |  |
|                   | 1864. 11. Mai                                     | Schlacht an der Yellow Tavern, Virginia (Überland-Feldzug) |  |  |
|                   | 1864, 15. Mai                                     | Schlacht bei New Market, Virginia (Lynchburg-Feldzug) |  |  |
|                   | 1864, 31. Mai bis 12. Juni                        | Schlacht von Cold Harbor, Virginia (Überland-Feldzug) |  |  |
|                   | 1864, 10. Juni                                    | Schlacht bei Brice's Crossroads, Mississippi |  |  |
|                   | 1864, 11./12. Juni                                | Schlacht bei Trevilian Station, Virginia (Überland-Feldzug) |  |  |
|                   | 1864, 15. Juni bis 2. April 1865                  | Belagerung von Petersburg, Virginia (Richmond-Petersburg-Feldzug) |  |  |
|                   | 1864, 9. Juli                                     | Schlacht am Monocacy, Maryland (Earlys Washington-Raid) |  |  |
|                   | 1864, 11.–12. Juli                                | Schlacht bei Fort Stevens, District of Columbia (Earlys Washington-Raid) |  |  |
|                   | 1864, 14./15. Juli                                | Schlacht bei Tupelo, Mississippi |  |  |
|                   | 1864, 22. Juli                                    | Schlacht von Atlanta, Georgia (Atlanta-Feldzug) |  |  |
|                   | 1864, 23. Juli                                    | Gefecht bei Woodstock, Virginia (Earlys Feldzug) |  |  |
|                   | 1864, 30. Juli                                    | Kraterschlacht bei Petersburg, Virginia (Richmond-Petersburg-Feldzug) |  |  |
|                   | 1864, 5. August                                   | Schlacht in der Mobile Bay, Alabama |  |  |
|                   | 1864, 19. September                               | Dritte Schlacht bei Winchester, Virginia |  |  |
|                   | 1864, 19. Oktober                                 | Schlacht am Cedar Creek oder Schlacht am Belle Grove, Virginia (Earlys Feldzug)                                                                                             |  |  |
|                   | 1864, 23. Oktober                                 | Schlacht bei Westport, Missouri (Prices Missouri-Raid) |  |  |
|                   | 1864, 28. November                                | Sand-Creek-Massaker, Colorado, Chivington massakriert Cheyenne und Arapahoe                                                                                                 |  |  |
|                   | 1864, 30. November                                | Schlacht von Franklin, Tennessee (Franklin-Nashville-Feldzug) |  |  |
|                   | 1864, 15./16. Dezember                            | Schlacht von Nashville, Tennessee (Franklin-Nashville-Feldzug) |  |  |
|                   | 1865, 13.–15. Januar                              | Zweite Schlacht um Fort Fisher, North Carolina |  |  |
|                   | 1865, 19. März                                    | Schlacht bei Bentonville, North Carolina |  |  |
|                   | 1865, 1. April                                    | Schlacht am Five Forks, Virginia |  |  |
|                   | 1865, 2.–9. April                                 | Schlacht um Fort Blakely, Alabama |  |  |
|                   | 1865, 2.–9. April                                 | Appomattox-Feldzug, Virginia |  |  |
|                   | 1865, 11./12. Mai                                 | Schlacht auf der Palmito Ranch, Texas |  |  |
| 1861–1867         | Französische Intervention in Mexiko               | |  |  |
|                   | 1862, 5. Mai                                      | Schlacht bei Puebla, Mexiko, Mexiko besiegt Frankreich |  |  |
|                   | 1863, 30. April                                   | Gefecht von Camerone, Mexiko, Mexiko besiegt Frankreich |  |  |
| 1863              | Zentralamerikanischer Krieg                       | |  |  |
| 1863              | Ecuadorianisch-Kolumbianischer Krieg              | |  |  |
| 1864              | Deutsch-Dänischer Krieg                           | |  |  |
|                   | 1864, 18. April                                   | Schlacht bei den Düppeler Schanzen, Schleswig, Preußen besiegt Dänemark |  |  |
|                   | 1864, 9. Mai                                      | Seegefecht vor Helgoland, Dänemark besiegt Österreich |  |  |
| 1864–1871         | Spanisch-Südamerikanischer Krieg                  | |  |  |
| 1864–1870         | Tripel-Allianz-Krieg                              | Paraguay gegen Brasilien, Argentinien und Uruguay |  |  |
|                   | 1865, 11. Juni                                    | Schlacht auf dem Riachuelo, Brasiliens Flotte besiegt jene Paraguays |  |  |
| 1866              | Deutscher Krieg                                   | |  |  |
|                   | 1866, 23. Juni                                    | Gefecht bei Hühnerwasser, Preußen gegen Österreich |  |  |
|                   | 1866, 26. Juni                                    | Schlacht bei Podol, Preußen gegen Österreich |  |  |
|                   | 1866, 27. Juni                                    | Schlacht bei Trautenau, Preußen gegen Österreich |  |  |
|                   | 1866, 27. Juni                                    | Schlacht bei Nachod, Preußen gegen Österreich |  |  |
|                   | 1866, 27. Juni                                    | Schlacht bei Langensalza, Armee des Königreichs Hannover besiegt preußische Truppen                                                                                         |  |  |
|                   | 1866, 28. Juni                                    | Schlacht bei Skalitz, Preußen gegen Österreich |  |  |
|                   | 1866, 28. Juni                                    | Gefecht bei Burkersdorf, Preußen gegen Österreich |  |  |
|                   | 1866, 28. Juni                                    | Schlacht bei Münchengrätz, Preußen gegen Österreich |  |  |
|                   | 1866, 29. Juni                                    | Schlacht bei Gitschin, Erste preußische Armee gegen I. Österreichisch-Sächsisches Korps                                                                                     |  |  |
|                   | 1866, 29. Juni                                    | Gefecht bei Königinhof, Preußen gegen Österreich |  |  |
|                   | 1866, 29. Juni                                    | Gefecht bei Schweinschädel, Preußen gegen Österreich |  |  |
|                   | 1866, 3. Juli                                     | Schlacht bei Königgrätz, Böhmen, Preußen besiegt Österreich und Sachsen |  |  |
|                   | 1866, 4. Juli                                     | Gefechte bei Dermbach, Preußen gegen Bayern |  |  |
|                   | 1866, 10. Juli                                    | Schlacht bei Kissingen, Preußen gegen Bayern |  |  |
|                   | 1866, 13. Juli                                    | Gefechte bei Frohnhofen, Preußen gegen Hessen-Darmstadt |  |  |
|                   | 1866, 14. Juli                                    | Gefechte bei Aschaffenburg, Preußen gegen Österreich |  |  |
|                   | 1866, 20. Juli                                    | Seeschlacht von Lissa, Österreich besiegt die italienische Marine |  |  |
|                   | 1866, 22. Juli                                    | Gefecht bei Blumenau, Preußen gegen Österreich |  |  |
|                   | 1866, 23. Juli                                    | Gefecht bei Hundheim, Preußen gegen Baden |  |  |
|                   | 1866, 24. Juli                                    | Gefechte bei Tauberbischofsheim, Preußen gegen Württemberg |  |  |
|                   | 1866, 24. Juli                                    | Gefecht bei Werbach, Preußen und Oldenburg gegen badische Truppen |  |  |
|                   | 1866, 25. Juli                                    | Gefechte bei Helmstadt, Preußen gegen Bayern |  |  |
|                   | 1866, 26. Juli                                    | Gefechte bei Uettingen, Preußen gegen Bayern |  |  |
| 1866–1869         | Kretischer Aufstand                               | Revolte gegen die osmanische Herrschaft auf der Insel |  |  |
| 1868              | Britische Äthiopienexpedition von 1868            | |  |  |
|                   | 1868, 13. April                                   | Schlacht um Magdala, Äthiopien, Großbritannien besiegt die Äthiopier |  |  |
| 1868–1890         | US-Indianerkriege im 19. Jahrhundert              | |  |  |
|                   | 1868, 27. November                                | Schlacht am Washita River, Oklahoma, Custers Wintercampagne gegen die Cheyenne                                                                                              |  |  |
|                   | 1876, 25. Juni                                    | Schlacht am Little Bighorn River, Montana, Indianer besiegen US-Armee |  |  |
|                   | 1877, 17. Juni bis 5. Oktober                     | Nez-Percé-Krieg, Oregon, Idaho, Wyoming, Montana; Verfolgung einer Gruppe Nez Percé durch amerikanische Heereinheiten unter Oliver Otis Howard                              |  |  |
|                   | 1890, 29. Dezember                                | Wounded Knee Massaker, South Dakota, US-Armee gegen Sioux |  |  |
| 1868–1869         | Boshin-Krieg                                      | |  |  |
|                   | 1869, 4.–10. Mai                                  | Seeschlacht von Hakodate, Japan, kaiserliche Marine besiegt Reste der Shogunatsmarine                                                                                       |  |  |
| 1870/71           | Deutsch-Französischer Krieg                       | |  |  |
|                   | 1870, 4. August                                   | Schlacht bei Weißenburg, Elsass, Preußen und Verbündete siegen gegen Franzosen                                                                                              |  |  |
|                   | 1870, 6. August                                   | Schlacht bei Wörth, Elsass, Preußen und Verbündete siegen gegen Franzosen                                                                                                   |  |  |
|                   | 1870, 6. August                                   | Schlacht bei Spichern, Frankreich, Preußen und Verbündete siegen gegen Franzosen                                                                                            |  |  |
|                   | 1870, 14. August                                  | Schlacht bei Colombey, Frankreich, beide Seiten erklärten sich als Sieger                                                                                                   |  |  |
|                   | 1870, 15. August bis 28. September                | Belagerung von Straßburg, Frankreich, Eroberung der Stadt |  |  |
|                   | 1870, 16. August bis 23. September                | Belagerung von Toul, Frankreich, Eroberung der Stadt |  |  |
|                   | 1870, 16. August                                  | Schlacht bei Mars-la-Tour, Frankreich, Preußen und Verbündete besiegen Franzosen                                                                                            |  |  |
|                   | 1870, 16. August                                  | Schlacht bei Vionville, Frankreich, beide Seiten erklärten sich als Sieger                                                                                                  |  |  |
|                   | 1870, 18. August                                  | Schlacht bei Gravelotte, Frankreich, Preußen und Verbündete besiegen Franzosen                                                                                              |  |  |
|                   | 1870, 20. August bis 27. Oktober                  | Belagerung von Metz, Frankreich, Eroberung der Stadt |  |  |
|                   | 1870, 30. August                                  | Gefecht bei Beaumont, Frankreich, Preußen und Bayern besiegen Franzosen |  |  |
|                   | 1870, 31. August/1. September                     | Schlacht bei Noisseville, Frankreich, Preußen und Verbündete besiegen Franzosen                                                                                             |  |  |
|                   | 1870, 1./2. September                             | Schlacht bei Sedan, Frankreich, Preußen und Verbündete besiegen Franzosen                                                                                                   |  |  |
|                   | 1870, 19. September                               | Gefecht bei Sceaux, Frankreich, Preußen und Bayern besiegen Franzosen |  |  |
|                   | 1870, 19. September bis 1871, 28. Januar          | Belagerung von Paris, Frankreich, Eroberung der Stadt |  |  |
|                   | 1870, 30. September                               | Gefecht bei Chevilly, Frankreich, Preußen besiegen Franzosen |  |  |
|                   | 1870, 7. Oktober                                  | Schlacht bei Bellevue, Frankreich, Preußen besiegen Franzosen |  |  |
|                   | 1870, 10. Oktober                                 | Gefecht bei Artenay, Frankreich, Bayern besiegen Franzosen |  |  |
|                   | 1870, 13. Oktober                                 | Gefecht von Châtillon, Frankreich, Preußen und Bayern besiegen Franzosen |  |  |
|                   | 1870, 18. Oktober                                 | Schlacht bei Châteaudun, Frankreich, Preußen besiegen Franzosen |  |  |
|                   | 1870, 3. November bis 1871, 16. Februar           | Belagerung von Belfort, Frankreich, Eroberung der Stadt |  |  |
|                   | 1870, 9. November                                 | Schlacht bei Coulmiers, Frankreich, Franzosen besiegen Bayern |  |  |
|                   | 1870, 28. November                                | Schlacht bei Amiens, Frankreich, Preußen besiegen Franzosen |  |  |
|                   | 1870, 28. November                                | Schlacht bei Beaune-la-Rolande, Frankreich, Preußen besiegen Franzosen |  |  |
|                   | 1870, 30. November bis 2. Dezember                | Schlacht bei Villiers, Frankreich, Württemberger und Sachsen besiegen Franzosen                                                                                             |  |  |
|                   | 1870, 1. Dezember                                 | Gefecht bei Villepion, Frankreich, Franzosen besiegen Bayern |  |  |
|                   | 1870, 2. Dezember                                 | Schlacht bei Loigny und Poupry, Frankreich, Preußen besiegen Franzosen |  |  |
|                   | 1870, 3./4. Dezember                              | Schlacht von Orléans, Frankreich, Preußen und Verbündete besiegen Franzosen                                                                                                 |  |  |
|                   | 1870, 8.–10. Dezember                             | Schlacht bei Beaugency, Frankreich, Preußen besiegen Franzosen |  |  |
|                   | 1870, 18. Dezember                                | Gefecht bei Nuits, Frankreich, Badener besiegen Franzosen |  |  |
|                   | 1870, 23./24. Dezember                            | Schlacht an der Hallue, Frankreich, Preußen besiegen Franzosen |  |  |
|                   | 1871, 3. Januar                                   | Schlacht bei Bapaume, Frankreich, Preußen und Franzosen trennen sich unentschieden                                                                                          |  |  |
|                   | 1871, 9. Januar                                   | Gefecht bei Villersexel, Frankreich, Franzosen besiegen Preußen |  |  |
|                   | 1871, 10.–12. Januar                              | Schlacht bei Le Mans, Frankreich, Preußen besiegen Franzosen |  |  |
|                   | 1871, 15.–17. Januar                              | Schlacht an der Lisaine, Frankreich, Preußen und Badener besiegen Franzosen                                                                                                 |  |  |
|                   | 1871, 19. Januar                                  | Schlacht bei Saint-Quentin, Frankreich, Preußen besiegen Franzosen |  |  |
|                   | 1871, 19. Januar                                  | Schlacht bei Buzenval, Frankreich, Preußen besiegen Franzosen |  |  |
| 1871              | 11. Juli                                          | Schlacht am Assam, im inneräthiopischen Machtkampf besiegt dejazmach Kassa Mercha den äthiopischen Herrscher Tekle Giyorgis II.                                             |  |  |
| 1872–1876         | Dritter Karlistenkrieg                            | |  |  |
| 1873–1874         | Aschanti-Krieg                                    | |  |  |
| 1876–1878         | Serbisch-Osmanischer Krieg                        | |  |  |
| 1877–1878         | Russisch-Osmanischer Krieg                        | |  |  |
|                   | 1877, 25. Juni                                    | Schlacht von Kızıl Tepe, Osmanen besiegen Russen |  |  |
|                   | 1877, 26.–27. Juni                                | Schlacht von Swischtow, Russen besiegen Osmanen |  |  |
|                   | 1877, 16. Juli                                    | Schlacht von Nikopol (1877), Russen besiegen Osmanen |  |  |
|                   | 1877, 17. Juli                                    | Erste Schlacht am Schipkapass, Russen besiegen Osmanen |  |  |
|                   | 1877, 20. Juli bis 10. Dezember                   | Schlacht von Plewna, Russen besiegen Osmanen |  |  |
|                   | 1877, 21.–26. August                              | Zweite Schlacht am Schipkapass, Russen besiegen Osmanen |  |  |
|                   | 1877, 1.–3. September                             | Schlacht von Lowetsch, Russen besiegen Osmanen |  |  |
|                   | 1877, 13.–17. September                           | Dritte Schlacht am Schipkapass, Russen besiegen Osmanen |  |  |
|                   | 1877, 15. Oktober                                 | Schlacht am Aladscha, Russen besiegen Osmanen |  |  |
|                   | 1877, 24. Oktober                                 | Schlacht von Gorni-Dubnik, Russen besiegen Osmanen |  |  |
|                   | 1877, 17. November                                | Schlacht von Kars, Russen besiegen Osmanen |  |  |
|                   | 1877, 31. Dezember                                | Schlacht von Taschkesen, Russen besiegen Osmanen |  |  |
|                   | 1878, 5.–9. Januar                                | Vierte Schlacht am Schipkapass, Russen besiegen Osmanen |  |  |
|                   | 1878, 17. Januar                                  | Schlacht von Plowdiw (1878), Russen besiegen Osmanen und brechen nach Istanbul durch                                                                                        |  |  |
| 1878              | Okkupationsfeldzug in Bosnien                     | |  |  |
| 1878–1880         | Zweiter Anglo-Afghanischer Krieg                  | |  |  |
|                   | 1878, 21./22. November                            | Schlacht von Ali Masjid |  |  |
|                   | 1880, 27. Juli                                    | Schlacht von Maiwand, Afghanistan, die Afghanen besiegen Großbritannien |  |  |
| 1878–1888         | Nauruischer Stammeskrieg                          | |  |  |
| 1879              | Zulukrieg                                         | |  |  |
|                   | 1879, 22. Januar                                  | Schlacht bei Isandhlwana, Südafrika, die Zulu besiegen Großbritannien |  |  |
|                   | 1879, 22./23. Januar                              | Schlacht um Rorke’s Drift, Südafrika, Briten besiegen die Zulu |  |  |
|                   | 1879, 12. März                                    | Schlacht am Ntombe, Südafrika, die Zulu siegen über die Briten |  |  |
|                   | 1879, 29. März                                    | Schlacht von Kambula, Südafrika, Briten besiegen Zulu |  |  |
|                   | 1879, 4. Juli                                     | Schlacht bei Ulundi, Südafrika, Großbritannien besiegt die Zulu |  |  |
| 1879–1884         | Salpeterkrieg                                     | |  |  |
|                   | 1879, 21. Mai                                     | Seegefechte von Iquique und von Punta Gruesa |  |  |
|                   | 1879, 8. Oktober                                  | Seegefecht von Angamos |  |  |
| 1879              | 1879, 9. September                                | Erste Schlacht um Gök-Tepe, Turkmenen besiegen Russen |  |  |
| 1880–1881         | 1880, Dezember bis 1881, Januar                   | Zweite Schlacht um Gök-Tepe, Russen besiegen Turkmenen |  |  |
| 1880–1881         | Erster Burenkrieg                                 | |  |  |
|                   | 1880, 20. Dezember                                | Gefecht von Bronkhorstspruit |  |  |
|                   | 1881, 28. Januar                                  | Schlacht von Laing's Nek |  |  |
|                   | 1881, 8. Februar                                  | Schlacht von Schuinshoogte |  |  |
|                   | 1881, 27. Februar                                 | Schlacht am Majuba Hill |  |  |
| 1881              | Französisch-Tunesischer Krieg                     | |  |  |
| 1881–1882         | Anglo-Ägyptischer Krieg                           | |  |  |
|                   | 1882, 13. September                               | Schlacht von Tel-el-Kebir, Briten besiegen Ägypter unter Ahmad Urabi Pascha                                                                                                 |  |  |
| 1881–1898         | Mahdi-Aufstand                                    | |  |  |
|                   | 1881, 12. August                                  | Schlacht von Aba, Mahdisten besiegen Ägypter |  |  |
|                   | 1881, 9. Dezember                                 | Erste Schlacht von Dschebel Gedir, Mahdisten besiegen Ägypter |  |  |
|                   | 1882, 30. Mai                                     | Zweite Schlacht von Dschebel Gedir, Mahdisten besiegen Ägypter |  |  |
|                   | 1882, 8. September                                | Schlacht von al-Ubayyid, Ägypter besiegen Mahdisten |  |  |
|                   | 1883, 3.–5. November                              | Schlacht von Scheikan, Mahdisten besiegen Ägypter |  |  |
|                   | 1884, 2. Februar                                  | Erste Schlacht von El Teb, Mahdisten besiegen Ägypter |  |  |
|                   | 1884, 29. Februar                                 | Zweite Schlacht von El Teb, Briten besiegen Mahdisten |  |  |
|                   | 1884, 12. März bis 1885, 26. Januar               | Belagerung von Khartum, Mahdisten besiegen Ägypter |  |  |
|                   | 1885, 17. Januar                                  | Schlacht von Abu Klea, Briten besiegen Mahdisten |  |  |
|                   | 1889, 9./10. März                                 | Schlacht von Gallabat, Mahdisten besiegen Äthiopier |  |  |
|                   | 1889, 3. August                                   | Schlacht von Toski, Briten und Ägypter besiegen Mahdisten |  |  |
|                   | 1896, 7. Juni                                     | Schlacht von Firket, Briten und Ägypter besiegen Mahdisten |  |  |
|                   | 1898, 8. April                                    | Schlacht am Atbara, Briten und Ägypter besiegen Mahdisten |  |  |
|                   | 1898, 2. September                                | Schlacht von Omdurman, Briten und Ägypter besiegen Mahdisten |  |  |
|                   | 1899, 24. November                                | Schlacht von Umm Diwaykarat, Briten und Ägypter besiegen Mahdisten |  |  |
| 1885              | Guatemala-Krieg                                   | |  |  |
| 1885–1886         | Serbisch-Bulgarischer Krieg                       | |  |  |
| 1893              | Französisch-Siamesischer Krieg                    | |  |  |
| 1893              | Rifkrieg (1893)                                   | |  |  |
| 1893              | Erster Matabelekrieg                              | |  |  |
|                   | 1893, 3. Dezember                                 | Shangani Patrol |  |  |
| 1894/95           | Erster Japanisch-Chinesischer Krieg               | |  |  |
|                   | 1894, 15. September                               | Schlacht von Pjöngjang, Japaner besiegen Chinesen |  |  |
|                   | 1894, 17. September                               | Seeschlacht von Yalu, Japaner besiegen Chinesen |  |  |
|                   | 1894, 24.–26. Oktober                             | Schlacht von Jiuliancheng, Japaner besiegen Chinesen |  |  |
|                   | 1894, 21. November                                | Schlacht von Lüshunkou, Japaner erobern Lüshunkou |  |  |
|                   | 1895, 20. Januar – 12. Februar                    | Schlacht von Weihaiwei, Japaner erobern Weihaiwei |  |  |
| 1895–1896         | Italienisch-Äthiopischer Krieg                    | |  |  |
|                   | 1896, 1. März                                     | Schlacht von Adua, Äthiopier besiegen Italiener |  |  |
| 1896–1897         | Zweiter Matabelekrieg                             | |  |  |
| 1897              | Türkisch-Griechischer Krieg                       | |  |  |
| 1898              | Spanisch-Amerikanischer Krieg                     | |  |  |
|                   | 1898, 1. Mai                                      | Schlacht in der Bucht von Manila, USA besiegen Spanien |  |  |
|                   | 1898, 11. Mai                                     | Seegefecht von Cárdenas, Spanien besiegt USA |  |  |
|                   | 1898, 12. Mai bis 8. August                       | Puerto-Rico-Feldzug, USA besetzen Puerto Rico |  |  |
|                   | 1898, 6. Juni bis 10. Juni                        | Schlacht von Guantánamo Bay, USA besiegen Spanien |  |  |
|                   | 1898, 20. Juni bis 21. Juni                       | Besetzung Guams, USA besiegen Spanien |  |  |
|                   | 1898, 1. Juli                                     | Schlacht von El Caney, USA besiegen Spanien |  |  |
|                   | 1898, 1. Juli                                     | Schlacht am San Juan Hill, USA besiegen Spanien |  |  |
|                   | 1898, 3. Juli                                     | Seeschlacht vor Santiago de Cuba, USA besiegen Spanien |  |  |
|                   | 1898, 3. Juli bis 17. Juli                        | Belagerung von Santiago de Cuba, USA besiegen Spanien |  |  |
|                   | 1898, 13. August                                  | Schlacht um Manila, USA besiegen Spanien |  |  |
| 1899–1902         | Philippinisch-Amerikanischer Krieg                | |  |  |
|                   | 1899, 4./5. Februar                               | Schlacht um Manila |  |  |
| 1899              | Konflikt um Samoa                                 | |  |  |
| 1899–1902         | Zweiter Burenkrieg                                | |  |  |
|                   | 1899, 30. Oktober bis 1900, 17. Mai               | Belagerung von Mafeking (Südafrika) |  |  |
|                   | 1899, 20. Oktober                                 | Schlacht von Talana Hill (Südafrika) |  |  |
|                   | 1899, 21. Oktober                                 | Schlacht von Elandslaagte (Südafrika) |  |  |
|                   | 1899, 28. November                                | Schlacht von Modder River (Südafrika) |  |  |
|                   | 1899, 30. Oktober bis 1900, 28. Februar           | Belagerung von Ladysmith (Südafrika) |  |  |
|                   | 1899, 10. Dezember                                | Schlacht von Stormberg (Südafrika) |  |  |
|                   | 1899, 11. Dezember                                | Schlacht von Magersfontein (Südafrika) |  |  |
|                   | 1899, 15. Dezember                                | Schlacht von Colenso (Südafrika) |  |  |
|                   | 1900, 24. Januar                                  | Schlacht von Spion Kop (Natal, Südafrika), Buren siegen über Großbritannien                                                                                                 |  |  |
|                   | 1900, 18.–27. Februar                             | Schlacht von Paardeberg (Südafrika), Großbritannien siegt über Buren |  |  |
|                   | 1900, 31. März                                    | Schlacht von Sanna’s Post (Südafrika) |  |  |
| 1899/1900         | Boxeraufstand                                     | |  |  |
| 1900              | Russisch-Chinesischer Krieg                       | |  |  |